# Thoddoo
Cette page contient des caractères et des mots thâna comme ހ ou ފ. En cas de problème, consultez l’article Thâna ou testez votre navigateur.
Thoddoo, en divehi ތޮއްޑޫ, est une île des Maldives peuplée de 1 461 habitants. Les terres émergées représentent 1,62 km2 sur les 4,75 km2 de superficie totale de l'île, lagon inclus.

## Agriculture
L'île étant très fertile, l'agriculture de fruits et légumes y est très développée, si bien que l'île est devenue la plus grande productrice de pastèques des Maldives.